# Aeroportul Moba
Aeroportul Moba (IATA: BDV, ICAO: FZRB) este un aeroport din Katanga⁠(d), Republica Democratică Congo ce deservește zona Moba.
Situat la o altitudine de 900 m, aeroportul dispune de o singură pistă.